# Tom Hanks
Thomas Jeffrey Hanks (Concord, 9. srpnja 1956.), američki filmski glumac i producent, dvostruki dobitnik Oscara. Hanks je prije uspjeha s filmovima Philadelphia i Forrest Gump glumio u televizijskim i obiteljskim komedijama. Financijski je najuspješnija filmska zvijezda u povijesti. Osim toga, jedan je od dvojice glumaca čiji su filmovi sedam puta uzastopno zaradili 100 milijuna dolara.

## Životopis

### Rani život
Hanks je rođen u Concordu, Kalifornija. Njegov otac, Amos Mefford Hanks, bio je kuhar i rođak majke američkog predsjednika, Abrahama Lincolna. Njegova majka, Janet Marylyn Frager, bila je bolničarka; par se razveo 1960. godine. Troje najstarije djece, Sandra, Rufus i Tom, otišli su živjeti s ocem, dok je najmlađi Jim ostao s majkom u Red Bluffu, Kalifornija. Oboje roditelja su se ponovno vjenčali. Prva pomajka Sandri, Larryju i Tomu ušla je u brak s petero svoje djece. Hanks je jednom izjavio za časopis Rolling Stone: "Svi su u mojoj obitelji voljeli jedni druge. Ali u kući je uvijek bilo pedeset ljudi. Nisam se osjećao kao autsajder, ali sam uvijek bio malo izvan toga". Taj brak završio je razvodom dvije godine poslije, a Amos Hanks postao je samohrani otac, radeći dugo i računajući da će se djeca pobrinuti jedni za druge. Bila je to pouka o oslanjanju na sebe koja će im svima dobro doći.
Amos Hanks ponovno se oženio 1965. godine s Frances Wong, domorotkinjom iz San Francisca, kineskog podrijetla. Frances je imala troje djece, od kojih je dvoje živjelo s Tomom dok je bio u srednjoj školi. Hanks je glumio u školskim predstavama, među ostalim i Južni Pacifik, dok je pohađao srednju školu Skyline u Oaklandu, Kalifornija. Hanks je studirao glumu na koledžu Chabot, a nakon dvije godine se preselio u Sacramento. Hanks je rekao za New York Times: "Razredi glume bili su najbolje mjesto za čovjeka koji voli puno vikati, a u isto vrijeme je i plemenit. Puno sam vremena proveo gledajući predstave. Nisam vodio djevojke sa sobom. Samo bih se odvezao u kazalište, kupio sebi ulaznicu, sjeo, pročitao program i potpuno se uživio u predstavu. Puno sam vremena proveo tako, gledajući djela Bertolta Brechta, Tennesseeja Williamsa, Henrika Ibsena i ostalih."
U to vrijeme je upoznao Vincenta Dowlinga, šefa kazališnog festivala u Clevelandu. Na Dowlingov nagovor, Hanks je počeo nastupati na festivalu, što je postalo trogodišnje iskustvo u kojem je radio sve vezano za kazalište. Zbog toga je Hanks odustao od koledža, ali je već čvrsto odlučio da će postati glumac.

### Rana karijera
Godine 1979. se Hanks preselio u New York, gdje je debitirao u niskobudžetnom hororu, He Knows You're Alone, a nakon toga nastupio u televizijskom filmu, Mazes and Monsters. Nastavio je pohoditi audicije i konačno dobio glavnu ulogu u televizijskom pilotu ABC-a, Prisni prijatelji, glumeći Kipa Wilsona. Otišao je u Los Angeles, gdje se pridružio Peteru Scolariju, a glumili su dvojicu muškaraca prisiljenih obući se kao žene kako bi mogli živjeti u jeftinom hotelu za žene. Prisni prijatelji emitirao se dvije godine, a iako gledanost serije nikad nije bila velika, kritičari su je dobro ocijenili. "Kad sam ga prvi put vidio na setu", rekao je producent serije Ian Praiser Rolling Stoneu, "Pomislio sam, 'Šteta što se neće zadržati televiziji. Znao sam da će postati filmska zvijezda za dvije godine." Ako je Praiser to i znao, nije uspio uvjeriti Hanksa. "Serija se pojavila niotkuda", rekao je Hanksov najbolji prijatelj Tom Lizzio za Rolling Stone. "Zatim je odjednom otkazana. Pomislio je kako će opet vući konopce i postavljati rasvjetu u kazalištu."
Nastupima u Prisnim prijateljima i epizodi serije Happy Days (1982.), u kojoj je glumio bivšeg Fonzovog mrzovoljnog kolegu iz razreda, privukao je pozornost redatelja Rona Howarda. Howard je radio na filmu Splash (1984.), fantastičnoj romantičnoj komediji o sireni koja se zaljubi u čovjeka. Howard je prvo mislio Hanksu dati ulogu duhovitog brata glavnog junaka, ulogu koja je na kraju pripala Johnu Candyju. Umjesto toga, Hanks je dobio glavnu ulogu koja mu je lansirala karijeru jer je film postao hit, zaradivši 69 milijuna dolara.

### Period pogodaka i promašaja
Slijedilo je još nekoliko komedija, ali nijedna nije pogodila interes publike. U filmu Ništa zajedničko (1986.) - o mladiću otuđenom od svojih roditelja koji mora ponovno uspostaviti odnos s ocem, kojeg je glumio Jackie Gleason - Hanks je zaradio reputaciju glumca koji može iznijeti i ozbiljne uloge, a ne samo one komične.
Nakon još tri promašaja, Hanks je uspio s fantastičnim filmom Veliki (1988.), koji je predstavio Hanksa kao veliki holivudski talent. "Nije lako biti uspješan u ovom gradu," rekao je njegov prijatelj Scolari za Rolling Stone, "posebno za savjesnog čovjeka. Počnu vam laskati. Dobivate stvari koje ne moraju nužno biti loše ili otrovne. Ali vas ne zanimaju. Morate stati i reći, 'Samo malo - nisam to tražio.' Morate uhvatiti svoj život za rogove. Imate obaveze koje nemaju nikakve veze s glumačkom profesijom. Tom Hanks se uspješno nosio s uspjehom. Nikad nije bio sretniji."
Slijedio je film iz 1989., Turner i Hooch. U izdanju Disney Adventures iz 1993. godine, Hanks je rekao, "Vidio sam Turnera i Hoocha neki dan u videoteci, što mi je izazvalo uspomene. Plakao sam kao dijete."
Hanksov izbor uloga nastavio ga je uvaljivati u nevolje. Ponovno je nizao samo promašaje. Prvo je bio film The Burbs (1989.), zatim Joe protiv vulkana (1990.) i konačno Vatromet taština (1990.).

### Okretanje dramskim ulogama
Hanks se vratio na vrh ulogom neuspješnog bejzbolskog trenera u filmu Ženska liga (1992.). Priznao je da njegova gluma u ranijim ulogama nije bila sjajna, ali da se poboljšao. U intervjuu za Vanity Fair, Hanks je rekao da mu gluma u "modernoj eri snimanja" nije više pretenciozno lažna.
Ova "moderna era" podrazumijevala je spektakularnu 1993. godinu za Hanksa, prvo s filmom Romansa u Seattleu, a onda s Philadelphiom. Prvi je bio blockbuster o udovcu koji pronalazi pravu ljubav (s Meg Ryan). Richard Schickel iz Timea nazvao je njegovu izvedbu "čarobnom", a mnogi su složili kako mu je ta uloga donijela status jedne od najvećih zvijezda svoje generacije. U Philadeplphiji, Hanks je glumio odvjetnika homoseksualca koji je obolio od AIDS-a te se bori protiv diskriminacije (Hanks je smršavio i stanjio kosu kako bi izgledao bolesno).
Hanks je trebao glumiti u filmovima Batman zauvijek, Jerry Maguire, Kuka, Polje snova, Patriotske igre i Groundhog Day. Njegovi likovi često imaju problema s mjehurom. U Forrest Gump, Forest se susreće s JFK-om i izvaljuje, "Moram pišati!". U Putu do uništenja, Michael Sullivan odgovara "poslije nje moram pišati", nakon što su ga upitali voli li kavu. U Zelenoj milji, Paul Edgecombe pati od ekstremno bolne hipertrofije prostate, koju liječi John Coffey (Michael Clarke Duncan). U Ženskoj ligi, Jimmy Dugan ulazi u svlačionicu mamuran, i nesvjestan prisutnosti svojih igračica, počinje mokriti dok igračice ne mogu vjerovati što gledaju. Nakon što je konačno završio, Madonna mu kaže, "To je bilo vraško pišanje!" Hanksovi likovi mogu se vidjeti kako uriniraju i u filmovima The Money Pit, Veliki, Brodolom života i Apollo 13. U filmu Terminal (2004.) Terminal, Hanksov lik trči u kupaonicu nakon što je čekao cijeli dan kod govornice zbog poziva za posao.
Hanks je 1994. godine dobio Oscara za najbolju glavnu ulogu u filmu Philadelphia. Tijekom govora zahvale, otkrio je da je njegov učitelj drame u srednjoj školi bio homoseksualac. Ovo priznanje bilo je temelj za film In & Out (1997.) s Kevinom Klineom u ulozi profesora engleske književnosti kojeg je na sličan način odao bivši učenik.

#### Forrest Gump
Hanks je poslije Philadelphije nastupio u ljetnom hitu iz 1994. godine, Forrest Gump, u kojem njegov lik postaje sudionik kulturnih događaja u američkoj povijesti od šezdesetih pa nadalje.
Hanks je osvojio svog drugog Oscara za najboljeg glumca za ulogu u Forrest Gumpu, postavši tako jedan od dvojice glumaca koji su osvojili dva uzastopna Oscara (prvi je bio Spencer Tracy, pobijedivši 1937. i 1938. godine).

#### Apollo 13
Hanksov sljedeći projekt doveo ga je ponovno do Rona Howarda u filmu Apollo 13, u kojem je glumio astronauta i zapovjednika Jamesa Lovella. Kritičari su hvalili film i izvedbe cijele glumačke postave, u kojoj su još bili Kevin Bacon, Bill Paxton, Gary Sinise, Ed Harris i Kathleen Quinlan. Film je 1996. godine zaradio devet nominacija za Oscara, a osvojio je dva.

### 1996. do danas
Hanks se okrenuo režiranju i produciranju sa svojim sljedećim filmom, That Thing You Do!, o pop grupi iz šezdesetih. Hanks i producent Gary Goetzman osnovali su Playtone, glazbenu i filmsku produkcijsku kompaniju, što je i naziv glazbene kuće u filmu.
Hanks je bio jedan od producenata, scenarista i redatelja HBO-ove dokumentarne drame Od Zemlje do Mjeseca. Serija u dvanaest dijelova opisuje svemirski program od njegovog početka, kroz poznate letove Neila Armstronga i Jima Lovella, do osobnih osjećaja oko stvarnih slijetanja na Mjesec. Projekt od 68 milijuna dolara dobio je nagradu Emmy, a bio je jedan od najskupljih projekata namijenjenih za televiziju. Hanksov sljedeći projekt bio je još skuplji.
Za Spašavanje vojnika Ryana udružio se sa Stevenom Spielbergom kako bi snimili film o Danu D, točnije iskrcavanju na plažu Omaha i probijanju kroz Francusku kako bi se spasio vojnik koji ima dopuštenje da se vrati kući. Film je odlično primljen i od strane kritike i publike; nazvan je jednim od najkvalitetnijih ratnih filmova uopće. Spielberg je dobio svog drugog Oscara za režiju, a Hanks je zaradio još jednu nominaciju za najbolju glavnu ulogu. Krajem 1998. godine, Hanks se pridružio svojoj kolegici iz filma Romansa u Seattleu, Meg Ryan, za još jednu romantičnu komediju, Imaš poruku, remake filma iz 1940. godine, Trgovina iza ugla, u kojem su nastupili James Stewart i Margaret Sullavan.
1999., Hanks je nastupio u adaptaciji romana Stephena Kinga, Zelena milja. Sljedeće godine osvojio je Zlatni globus za najboljeg glumca i nominaciju za Oscara za portret brodolomca, analitičara FedExa, u filmu Roberta Zemeckisa, Brodolom života. Godine 2001. Hanks je bio jedan od producenata i redatelja HBO-ove mini-serije Združena braća. Pojavio se i u specijalnoj televizijskoj emisiji vezanoj za terorističke napade 11. rujna 2001. godine, Tribute To Heroes, i dokumentarcu Rescued From the Closet.
Nakon toga pridružio se redatelju Vrtloga života, Samu Mendesu, u adaptaciji romana Maxa Allana Collinsa i Richarda Piers Raynera, Put do uništenja, u kojem je glumio anti-junaka, plaćenog ubojicu u bijegu sa sinom. Iste godine, Hanks je ponovno surađivao sa Spielbergom, nastupivši s Leonardom DiCapriom u kriminalističkoj komediji Uhvati me ako možeš, temeljenoj na istinitoj priči o Franku Abagnaleu Jr.
Godine 2002., on i supruga Rita Wilson producirali su hit-film Moje grčko vjenčanje. Hanks neko vrijeme nije nastupao na filmu, da bi se konačno pojavio u tri filma: Gangsterska petorka, braće Coen, još jednom Spielbergovom filmu, Terminal, i u Polar Express, obiteljskom filmu Roberta Zemeckisa. U intervjuu za USA Weekend, Hanks je rekao kako bira projekte: "Od Ženske lige, ne može to biti bilo kakav film. Mora me privući... Mora me obuzeti želja da snimim taj film. Volim misliti kako sam spreman na sve kako bih to napravio kako treba."
Dana 12. lipnja 2002. godine postao je najmlađi dobitnik nagrade za životno djelo Američkog filmskog instituta. U kolovozu 2005. godine, Hanks je izabran za potpredsjednika Akademije filmskih umjetnosti i znanosti.
Hanks se pojavio i u dugoočekivanom filmu Da Vincijev kod, temeljen na najprodavanijem romanu Dana Browna. Film je objavljen 19. svibnja 2006. godine u Americi, a u svijetu je zaradio više od 750 milijuna dolara. Hanks je bio pripovjedač u dokumentarcu Kena Burnsa iz 2007. godine, Rat, čitajući izvatke iz kolumni koje je Al McIntosh pisao za vrijeme Drugog svjetskog rata.

### Privatni život
Hanks je od 1978. do 1987. godine bio u braku sa Samanthom Lewes. Par je imao dvoje djece, sina Colina Hanksa (koji je postao glumac) i kćer Elizabeth. Godine 1988. se oženio s glumicom Ritom Wilson. Prije vjenčanja prešao je s katoličke na njezinu grčku pravoslavnu vjeru. Prvi su se put sreli na setu Hanksove televizijske serije Prisni prijatelji, ali su se zbližili radeći na filmu Volonteri. Imaju dva sina, Chestera (Chet) i Trumana.

## Nagrade i nominacije
| Godina | Nagrada                                        | Kategorija                             | Film                     | Rezultat |
| ------ | ---------------------------------------------- | -------------------------------------- | ------------------------ | -------- |
| 1988.  | Oscar                                          | Najbolji glumac                        | Veliki                   | NE       |
| 1988.  | Nagrada Saturn                                 | Najbolji glumac                        | Veliki                   | U redu   |
| 1988.  | Zlatni globus                                  | Najbolji glumac - komedija ili mjuzikl | Veliki                   | U redu   |
| 1993.  | Oscar                                          | Najbolji glumac                        | Philadelphia             | U redu   |
| 1993.  | Srebrni medvjed                                | Najbolji glumac                        | Philadelphia             | U redu   |
| 1993.  | Zlatni globus                                  | Najbolji glumac - drama                | Philadelphia             | U redu   |
| 1993.  | Zlatni globus                                  | Najbolji glumac - komedija ili mjuzikl | Romansa u Seattleu       | NE       |
| 1994.  | Oscar                                          | Najbolji glumac                        | Forrest Gump             | U redu   |
| 1994.  | Nagrada Saturn                                 | Najbolji glumac                        | Forrest Gump             | NE       |
| 1994.  | BAFTA                                          | Najbolji glumac                        | Forrest Gump             | NE       |
| 1994.  | Zlatni globus                                  | Najbolji glumac - drama                | Forrest Gump             | U redu   |
| 1994.  | Nagrada Nacionalnog ureda za kritiku           | Najbolji glumac                        | Forrest Gump             | U redu   |
| 1994.  | Nagrada Ceha filmskih glumaca                  | Najbolji glumac                        | Forrest Gump             | U redu   |
| 1998.  | Oscar                                          | Najbolji glumac                        | Spašavanje vojnika Ryana | NE       |
| 1998.  | BAFTA                                          | Najbolji glumac                        | Spašavanje vojnika Ryana | NE       |
| 1998.  | Nagrada Empire                                 | Najbolji glumac                        | Spašavanje vojnika Ryana | NE       |
| 1998.  | Zlatni globus                                  | Najbolji glumac - drama                | Spašavanje vojnika Ryana | NE       |
| 1998.  | Nagrada Ceha filmskih glumaca                  | Najbolji glumac                        | Spašavanje vojnika Ryana | NE       |
| 1998.  | Nagrada Ceha filmskih glumaca                  | Najbolja glumačka postava              | Spašavanje vojnika Ryana | NE       |
| 1999.  | Nagrada Ceha filmskih glumaca                  | Najbolja glumačka postava              | Zelena milja             | NE       |
| 2000.  | Oscar                                          | Najbolji glumac                        | Brodolom života          | NE       |
| 2000.  | BAFTA                                          | Najbolji glumac                        | Brodolom života          | NE       |
| 2000.  | Zlatni globus                                  | Najbolji glumac - drama                | Brodolom života          | U redu   |
| 2000.  | Nagrada Udruženja filmskih kritičara New Yorka | Najbolji glumac                        | Brodolom života          | U redu   |
| 2000.  | Nagrada Ceha filmskih glumaca                  | Najbolji glumac                        | Brodolom života          | NE       |
| 2002.  | Nagrada Empire                                 | Najbolji glumac                        | Put do uništenja         | NE       |
| 2008.  | Zlatni globus                                  | Najbolji glumac - komedija ili mjuzikl | Rat Charlieja Wilsona    | NE       |
| 2014.  | Zlatni globus                                  | Najbolji glumac - drama                | Kapetan Phillips         | NE       |

## Vanjske poveznice
- Tom Hanks u internetskoj bazi filmova IMDb-u (engl.)
- Tom Hanks’ (partial) family tree (links him to former US president Abraham Lincoln)  Arhivirana inačica izvorne stranice od 16. travnja 2005. (Wayback Machine)
- Ancestry of Tom Hanks
- Tom Hanks DVDology[neaktivna poveznica]
- Tom Hanks' thoughts on Earth Day 2006
- Tom Hanks interview  Arhivirana inačica izvorne stranice od 30. ožujka 2008. (Wayback Machine)
- Hanks' political donations  Arhivirana inačica izvorne stranice od 13. svibnja 2007. (Wayback Machine)
- Tom Hanks Land - the longest running Tom Hanks fansite  Arhivirana inačica izvorne stranice od 25. listopada 2020. (Wayback Machine)